# MOBB
MOBB là một đơn vị phụ hip hop của Hàn Quốc được thành lập bởi YG Entertainment vào năm 2016. Bộ đôi này bao gồm các đồng nghiệp của YG Mino của Winner và Bobby của iKon.

## Lịch sử
MOBB đã ra mắt với việc phát hành EP bốn bài hát The Mobb. Video âm nhạc cho ca khúc solo "꽐라(HOLUP!)" của Bobby đã được phát hành vào ngày 7 tháng 9 năm 2016 và video âm nhạc cho ca khúc solo của Mino "몸 (BODY)" đã được phát hành vào ngày 8 tháng 9, ngày 9 tháng 9, video âm nhạc cho đĩa đơn hợp tác "붐벼(FULL HOUSE)" và "전화 (HIT ME)" đã được phát hành.  

## Discography

### Phát mở rộng
Gốc
| Chức vụ  | Chi tiết album | Vị trí biểu đồ đỉnh | Vị trí biểu đồ đỉnh | Vị trí biểu đồ đỉnh | Vị trí biểu đồ đỉnh | Vị trí biểu đồ đỉnh       | Bán hàng                    |          |
| Chức vụ  | Chi tiết album | KOR Gốc             | JGốcPN Gốc          | MỹGốc Nhiệt Gốc     | MGốcỹ RapGốc        | TGốchế giớGốci Hoa Kỳ Gốc | Bán hàng                    |          |
| Hàn Quốc | Hàn Quốc | Hàn Quốc            | Hàn Quốc            | Hàn Quốc            | Hàn Quốc            | Hàn Quốc                  | Hàn Quốc                    | Hàn Quốc |
| -------- | --- | ------------------- | ------------------- | ------------------- | ------------------- | ------------------------- | --------------------------- | -------- |
| The Mobb | - Ngày phát hành: - Ngày 8 tháng 9 năm 2016 (Kỹ thuật số) - Ngày 23 tháng 9 năm 2016 (Vật lý) - Ngày 28 tháng 12 năm 2016 (Nhật Bản ra mắt) - Nhãn: YG Entertainment, YGEX - Các định dạng: CD, tải xuống kỹ thuật số | 2                   | 7                   | 7                   | 20                  | 1                         | - KOR: 31.744 - JPN: 14.855 |          |

### Single
| Chức vụ                     | Năm  | Vị trí biểu đồ đỉnh | Vị trí biểu đồ đỉnh    | Bán hàng       | Album              |
| Chức vụ                     | Năm  | KOR Gốc             | ThGốcế giới Hoa Kỳ Gốc | Bán hàng       | Album              |
| --------------------------- | ---- | ------------------- | ---------------------- | -------------- | ------------------ |
| "꽐라(HOLUP!)" (Bobby solo) | 2016 | 9                   | 3                      | - KOR: 219,671 | Điện thoại di động |
| "Body" (몸) (Mino solo)     | 2016 | 13                  | 4                      | - KOR: 186.761 | Điện thoại di động |
| "전화 (HIT ME)" (feat KUSH) | 2016 | 24                  | 3                      | - KOR: 163,470 | Điện thoại di động |
| "붐벼(FULL HOUSE)"          | 2016 | 59                  | 4                      | - KOR: 69.630  | Điện thoại di động |

### Video âm nhạc
| Năm  | Chức vụ                    | Giám đốc             |
| ---- | -------------------------- | -------------------- |
| 2016 | "꽐라(HOLUP!)"(Bobby solo) | Dream Perfect Regime |
| 2016 | "몸 (BODY)"(Mino solo)     | Dream Perfect Regime |
| 2016 | "전화 (HIT ME)"            | N/A                  |
| 2016 | "붐벼(FULL HOUSE)"         | N/A                  |

## Giải thưởng

### Giải thưởng âm nhạc châu Á Mnet
| Năm  | Người nhận | Giải thưởng                       | Kết quả | Tham chiếu |
| ---- | ---------- | --------------------------------- | ------- | ---------- |
| 2016 | MOBB       | Hợp tác tốt nhất                  | Đề cử   | Gốc        |
| 2016 | MOBB       | Khách sạn kết hợp bài hát của năm | Đề cử   | Gốc        |

Giải thưởng âm nhạc Seoul
| Năm  | Người nhận | Giải thưởng                         | Kết quả | Tham chiếu |
| ---- | ---------- | ----------------------------------- | ------- | ---------- |
| 2017 | MOBB       | Nghệ sĩ hip-hop / Rap xuất sắc nhất | Thắng   | Gốc        |